# NGC 447
NGC 447 este o galaxie spirală, posibil lenticulară, situată în constelația Peștii. A fost descoperită în 8 octombrie 1861 de către Heinrich Louis d'Arrest și în anul 1890 de către Edward Emerson Barnard.